# Hi, Mom!
Hi, Mom! è un film del 1970 scritto e diretto da Brian De Palma. È il seguito di Ciao America! del 1968.
Il film è uscito negli USA il 27 aprile 1970, in Italia è stato distribuito nel 1978.

## Trama
Il veterano del Vietnam, John Rubin, ritorna a New York affittando una camera al Greenwich Village. Durante questo periodo di affitto, Rubin inizia a filmare nel piano il suo film, Peeping Tom's style, in cui riprende scene di vita urbana spiando dalle finestre.
Col passare del tempo finisce per far parte di un movimento radicale denominato "Potere Nero" (Black Power), dentro questo gruppo commetterà atti bizzarri sempre più gravosi sino ad un colpo finale.